# Powiat Uecker-Randow
Powiat Uecker-Randow (niem. Landkreis Uecker-Randow) – były powiat w Niemczech, w kraju związkowym Meklemburgia-Pomorze Przednie ze stolicą w Pasewalku. Leżał na obszarze Puszczy Wkrzańskiej nad Zalewem Szczecińskim i przy granicy z Polską (powiat policki, województwo zachodniopomorskie). Był najbardziej na wschód położonym powiatem kraju związkowego. Sąsiadował z powiatem Ostvorpommern na północnym zachodzie, powiatem Mecklenburg-Strelitz na zachodzie oraz z brandenburskim powiatem Uckermark na południu. Nazwa powiatu pochodziła od dwóch głównych rzek regionu: Uecker (pol. Wkra) i jej prawego dopływu Randow (pol. Rędowa).
W wyniku reformy administracyjnej Meklemburgii-Pomorza Przedniego powiat został włączony 4 września 2011 do nowo utworzonego powiatu Vorpommern-Greifswald.
W powiecie Uecker-Randow mieszka na stałe 1260 Polaków (2012).

## Podział administracyjny
W skład powiatu Uecker-Randow wchodziły:
- trzy gminy (niem. amtsfreie Gemeinde)
- cztery związki gmin (niem. Amt)

Gminy:
| Lp. | Nazwa gminy           | Ludność (31.12.2008) | Powierzchnia km² |
| --- | --------------------- | -------------------- | ---------------- |
| 1   | Pasewalk              | 11.545               | 54,99            |
| 2   | Strasburg (Uckermark) | 5.652                | 86,83            |
| 3   | Ueckermünde           | 10.210               | 84,66            |

Związki gmin:
| Lp. | Nazwa                      | Ludność (31.12.2008) | Powierzchnia km² | Liczba gmin |
| --- | -------------------------- | -------------------- | ---------------- | ----------- |
| 1   | Amt Am Stettiner Haff      | 12.155               | 435,00           | 13          |
| 2   | Amt Löcknitz-Penkun        | 11.190               | 428,55           | 13          |
| 3   | Amt Torgelow-Ferdinandshof | 15.381               | 244,72           | 8           |
| 4   | Amt Uecker-Randow-Tal      | 8.061                | 289,88           | 17          |

## Transport
- dwie autostrady: A11 oraz A20 w południowej części powiatu,
- główne linie kolejowe: Berlin – Pasewalk – Stralsund oraz Neubrandenburg – Pasewalk – Szczecin
- przejścia graniczne do Polski:
  - drogowe
    - Blankensee – Buk (przejście małego ruchu granicznego, piesze i rowerowe)
    - Linken – Lubieszyn
    - Schwennenz – Bobolin (przejście małego ruchu granicznego, piesze)
    - Pomellen – Kołbaskowo

  - kolejowe Grambow – Szczecin Gumieńce